# インセスト・タブー

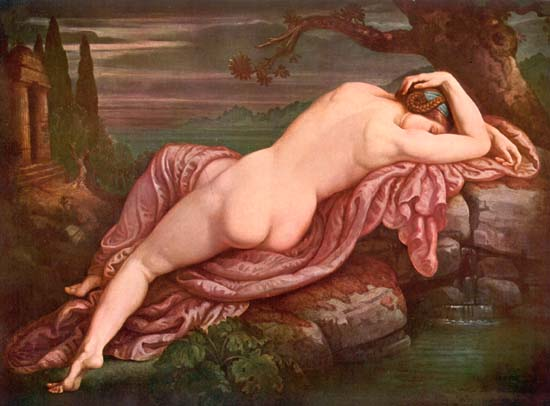
アルマン・ポワン『泉へと変わるビュブリス』ビュブリスは双子の兄弟のカウノスを愛したが、その恋は実らず、彼女は泉になった。

インセスト・タブー (英語：Incest Taboo)、相姦禁忌 とは近親相姦のタブー（禁忌）のことを指す。近親相姦のタブー視はしばしば見られる現象であるが、その原因については一致した見解をみない。インセスト・タブーと一口に言っても、近親相姦それ自体を禁忌視する社会もあれば、近親相姦を姦通としてしか捉えない社会もあり、近親婚に関連したものとしては中国の同姓不婚のように父系親族婚をひとからげに禁じようとする社会もあった。

## 文化的状況
古くから禁忌や穢れの対象とされてきた中で、近代文明においていつ頃から近親相姦が禁止されたのかは不明である。クロード・レヴィ＝ストロースは遺伝的には同じ親等なのに交差いとこ婚が認められ平行いとこ婚が認められない慣習が各地にあることから、ヨーロッパでは16世紀以前には近親婚禁止の遺伝的理由付けは行われていなかったとする。だが、ミシェル・フーコーは『性の歴史』第二部で子供の発育が悪くなるというソクラテスの言葉を引いている。混同して扱われることもあるが、インセスト禁忌はあくまで性的規則であって婚姻規則とは重ならないという指摘も存在する。
ユダヤ教のようにインセスト・タブーが宗教上のものとして扱われることもある。だが、実際には宗教上近親婚が推奨された事例もあり、ゾロアスター教では近親婚はむしろ最高の美徳として考えられていた（フヴァエトヴァダタ）。
また過去には親子婚や兄弟姉妹婚に対する明確な規制がなかった社会も多く存在しており、ジャワのカラング族などでは母と息子の結婚が許可されていたり、ビルマのカレン族などでは父と娘の結婚が許可されていたりと、親子間の近親婚が容認されていた文化もあり、エジプトでは古代の王族のみならずかつては庶民も兄弟姉妹で結婚していたという話もあり、また異父もしくは異母の兄弟姉妹について見た場合は話はさらにややこしくなり、古代アテナイでは同父異母の兄弟姉妹は結婚が許可され、古代スパルタでは同母異父の兄弟姉妹は結婚が許可されていた。また、日本では夜這いの伝統で性教育の一環として適当な初体験の相手がいない場合は母親や父親が相手を務めることもあったという。シベリアのヤクートでは、処女のまま嫁になった場合は不幸に繋がりかねないとして、結婚前に兄弟が性行為の相手をする慣習の存在も伝えられていた。
インセスト・タブーは公共倫理の一種として一般的には語られることが多く、倫理学的な文脈で扱われることもある。稀ながら現代においても近親相姦が文化的に許容されている場合もあり、シエラ・マドレ山脈に住むインディアンらは父娘相姦を行っているという話がある。実際に近親相姦を行っている人々の行動によって法律が緩和された事例もあり、スウェーデンでは近親相姦罪で有罪になった異父兄弟姉妹が2人の子供をもうけるという騒動があったことから1973年に法律を改正し、半きょうだいならば当局の特別の許可を得た上で結婚が可能となった。中国では唐律の十悪があり、近親相姦は悪とされていた。だが、中国の律令制を参考にして作られたはずの日本の律令制では「八」虐となり、近親相姦は除かれていた。日本で近親相姦の禁忌視が本格的に強まったのは江戸時代で、このころには異性双生児が母体内で同胞相姦があるとして嫌悪されていた。
禁止されることでかえって近親相姦に対する欲望が喚起されうるとする見方も存在し、ディドロは『ブーガンヴィル航海記補遺』でタヒチの原住民の言葉という形式で近親相姦を禁止したところでそのように禁止すれば中には行いたがる者も出るであろうと主張しており、特に文学作品ではインセスト・タブーをあえて破ることによって傲慢な誇りを得ているような人物が登場することもある。もっとも、ドゥルーズ=ガタリが『アンチ・オイディプス』で主張するところでは、社会的抑制に伴う抑圧によって生まれたイメージとしての近親相姦は実行不可能な代物だとしている。

## インセスト・タブーの理論
人類におけるインセスト・タブーの説明としては様々な見解が述べられているが、お互い自らの学説の正当性を主張し融通が利かない状態で、社会学者リュシアン・レヴィ＝ブリュールに至っては、インセスト禁忌については議論をすること自体が虚しいのだと主張し、共食いや殺人のように自明の禁忌であるという立場をとった。また、社会学者エミール・デュルケームは『近親婚の禁止とその起源』で、近親の生理の血は神聖かつ魔的で宗教的な畏怖の対象で、そんな女を犯した場合は殺人者並みの制裁を受けなければならなかったのだと非常に独創的な説を主張した。リーチは、イギリス人を例にとって近親相姦を禁止するのはペットを食べない禁例と同じようなものだと主張した。

### 生物学的理論
インセスト・タブーを科学的に理解するためには至近要因と究極要因を区別することが必要である。至近要因とはある行動を引き起こす心理的、生理的、社会的（習慣）な原因のことであり、究極要因とはなぜそのような至近的メカニズムが形成されてきたのかを説明する進化的な視点である。しばしばこの二点は容易に混同される。例えば、遺伝学の知識がない人でも近親交配を避けるのは文化的拘束のためで生物学的基盤がない証拠だ、もしインセスト・タブーに生物学的基盤があるなら文化が禁止する必要はないはずだ、などの主張である。
近親者への性的関心の欠如、心理的嫌悪、文化的拘束、あるいは遺伝学的知識に基づく近親交配の忌避はいずれも至近要因である。至近要因がどのような物であれ、近親交配を回避することで遺伝的弊害を回避すると言う究極的（進化的）な機能を果たしている。また究極要因は「全ての個体が同様の行動を取る（あるいは取らない）」ことを意味しない。至近要因と究極要因は相補的であり、対立する概念ではない。一方の説明によってもう一方を退けることもできない。

#### 究極要因
有性生物には通常、同系交配を避けるメカニズムが備わっている。これは同系交配が有害な潜性遺伝子のホモ結合の可能性を高めるためである。また限られた遺伝子の中で行う近親交配は遺伝的疾患の増加だけでなく、そもそも有性生殖の利点を放棄することになる。したがって、同系交配を忌避しない傾向をもたらす遺伝的変異は自然選択により排除され、同系交配を忌避する傾向をもたらす遺伝的変異は自然選択によって固定される。どのような至近的メカニズムによって近親交配を避けているかは生物種によってさまざまである。

#### ヒト以外の生物
犬、猫、熱帯魚などペットを人間にとって優れた性質を顕在化させる目的で近親交配で繁殖させることがある。だが、日本では商魂のたくましさから近親交配の多用によって障害を持った犬の個体が増えて社会問題にもなっている。多くの植物は雄しべと雌しべの成熟のタイミングが異なることで自家受粉を避ける。ライオン、チンパンジー、その他多くの集団棲の動物ではオスかメスのどちらかが群れを離れ、他の群れに合流する。
サルの研究では、まず1950年代に徳田喜三郎が京都動物園のアカギザル・カニクイザルの間では母息子間の性行為がないことを指摘。その後、サル学者の高畑由紀夫は、ニホンザルの群れの交尾2000例あまりのうち、一親等にあたる個体間の交尾例はゼロ、二親等で5例、三親等でもわずか7例に過ぎなかったことを報告している。ただし、サルの群れは若く立場が弱いオスが年長の権力的なオスに追い出されたりもする社会であるために父親が認知しにくく、この観察結果は母系の血縁のみを反映していることに注意が必要である。ゴリラが幼いころから一緒に育ったゴリラとは決して交尾しないことは有名であり、その他多くの哺乳類も野生下では繁殖に際して近親交配を避ける行動をとる。ハダカデバネズミ、テッポウエビのように近親交配を重ねる生物も知られているが、極めて少数であり、独特の生態を発達させている。
一方で、遺伝学者パトリック・ベイトソンが鳥類で示したように、多くの動物は近親個体とあまりにかけ離れすぎていない個体をつがい相手として好む。ベイトソンは日本のウズラを用いた実験で、一緒に育てられたきょうだいだけではなく血縁が全くない個体も交配相手として避けられ、いとこが交配相手に選ばれる確率が高いことを発見した。この場合の究極要因はかけ離れすぎた相手との配偶が異系交配のリスクを高めるためだと推測されている。また、生殖に関係ない範囲においてはボノボやチンパンジーで性的に未熟な息子と母親の交尾が観察されることもある。動物がどのようにして近親者を認知しているかについて明らかになっていることは少ないが、幼年時に共に育った個体や親を近親者と認識することをウェスターマーク効果と呼び、ヒトも含めたいくつかの哺乳類で同様の効果が知られている。
どちらにせよヒト以外の生物には、言語がないことと、破った場合の制裁が観察されていないことから、制度としてのタブーを観察することができないこともあり、インセスト・タブーとしてではなくインセスト・アボイダンス（近交回避、インセスト・アヴォイダンス）と称される。

#### 人間における例
常染色体潜性遺伝の疾患は、異なる系統との交配ではホモ結合せず、発現しない可能性が高いが、近親交配の場合は発現する頻度が高くなる。この理論は血縁者同士での妊娠確率の低下、できた子供の死産や乳児期死亡、先天的奇形、知的障害の確率が高くなるという事実により支持される。例えば、中世のヨーロッパの貴族は近親相姦を多く行ったが血友病に悩まされていた。一方で、その影響がどのくらいであるかに関しては評価が定まっていない。インカ帝国の伝承においては14代にわたり兄弟姉妹婚が繰り返されたにもかかわらず、健康上問題は起こらなかった等として遺伝的評価も疑問視する意見もあるが、ほぼ全ての有性生殖生物で同系交配の弊害が明白であり、人間だけがその例外であると考える根拠はない。
また血縁係数が高ければ高いほど遺伝的疾病のリスクも高まる。したがってはとこ婚のタブー視よりもいとこ婚のタブー視の方がより強く、いとこ間よりもおじ姪・おば甥間の方がタブー視が強く、それ以上に兄姉間、親子間の交配はタブー視されると予測できる。また父子間よりも母子間のほうが忌避されやすいと予測できる（父親は妻が産んだ子でも自分の子であると限らないため）。ソーンヒルによれば、おおむねこの予測は成り立っている。
家庭内での性交の忌避の、進化的な説明は次のように可能である。養子取りが一般的でなかった祖先の時代には、家庭内での性交は親族間による行為であり、それに嫌悪を感じ阻止することは自分自身が近親交配を避けるのと同じように適応的である。ただし、そのような心理的メカニズムが適応なのか、ほかの適応的な心的メカニズムの副産物かは安易に判断できず、十分検証されなければならない。

#### 直接要因
人間におけるインセスト・タブーはほぼヒューマン・ユニバーサルであるが、その範囲には大きな幅がある。そのような文化的な幅の説明は生物学的な理解では不十分である。文化や人の心理の研究によらなければ解明できない。
神経科学による脳のメカニズムの解明は十分ではない。生物学者の間では、インセストタブーの直接要因について、一般的に見られる近親者への性的関心の欠如、心理的嫌悪は遺伝的基盤があると同時に文化や社会の影響を強く受けているだろうという点でコンセンサスがあるが、それ以上のことはまだ分かっていない。また社会学、人類学の従来の立論方式、つまり生物学的要因と社会的文化的要因を対立させどちらか一方の要因しか関わっていないと考えたり、一方が正しければもう一方は退けられるという単純な二項対立は、直接要因と究極要因の混同による誤りであるという点でもコンセンサスがある。

### 文化人類学的理論
構造主義四天王の一人クロード・レヴィ＝ストロースは『親族の基本構造』において、族外婚の推奨のために近親相姦を禁止したと主張した。なお、これは彼自身のオリジナルと考える人もいるが、マーガレット・ミードは既にニューギニアのアラペシ族へのインタビューで「義理の兄弟ができる」ためだという言葉を得ており、レヴィ＝ストロース自身もこの言葉を引用している。レヴィ＝ストロースが提唱したのは、結婚には自らの一族の女性を他の一族に贈与するという目的があり、それは何らかの意味で常に「交換」に他ならないと規定し、それらを二者の間で資源の直接交換を伴う交換である「限定交換」と、二者の間で直接の資源のやり取りを含まない交換である「一般交換」に分類し、その規則性とメカニズムを解明した点である。この説では、原始的社会では経済も理由も親戚関係で組織されるために婚姻規則は原始的社会では複雑に入り組むのであり、逆に生産と経済が進んだ世界では公的分野での親戚関係の重要性が低くなるため親戚関係の重要性がどんどん低くなると説明できる。
この学説では人類社会において核家族以外の親族一般にまで近親相姦のタブーが適用される理由について説明が可能となる。近親相姦の事例がなぜ多いのかに対しても、それは自然のレベルによらない合理的な禁令であるためと説明できる。また、厳しい処罰が必要な理由はインセスト・タブー自体の目的が「交換」のためだけであり、侵犯の可能性は常に残るためそのような厳格な姿勢をとらなくてはならないと説明できる。さらに、王族や神々が平然と近親相姦を行うのは「交換」のサイクルから外れた絶対者であるからとして説明できる。
しかし、婚姻制度の研究上いくら画期的でもレヴィ＝ストロースの意見には批判もある。根本的な指摘として、吉本隆明は人間の性は幻想的領域を保有しており、レヴィ＝ストロースが文化と呼ぶものもまた幻想と切り離せないとして、「人間」と「自然」を彼の考えるようにはっきり区分できるのかと疑問を呈する。山内昶は、レヴィ＝ストロースが人間中心主義的な発想からサルには性的規則がないとしたのは間違いであったとするが、同時にサルのインセスト・アヴォイダンスには社会的体系に基づく複雑性や違反した場合の制裁が人間の近親相姦禁忌と違って存在しないという非連続性が存在していたのもまた事実であり、完全な間違いとは言えないであろうと指摘している。
また、今村仁司は『交易する人間』において、資本主義のために失われてしまったものの、元々は「交換ならざる贈与」が存在していたため、レヴィ＝ストロースが同一のものとみなした「交換」と「贈与」の概念は本来は峻別されるべきであるとする。
一方、フェミニズム運動からは別の視点から批判された。上野千鶴子は、『女は世界を救えるか』において、フェミニスト人類学者の観点からはなぜ女が交換要因にされなければならないのかと批判があることを指摘する。ジュディス・ハーマンは、この論は本来的に男性と女性に関して区分はないはずなのに、実際には男性優位で家父長制度になることを踏まえ、女性が家父長の所有物とみなされるため、父親と娘と関係することは禁じられる度合が相対的に低く、実際の事件で圧倒的に父親と娘の近親姦が報告される事実と符合すると指摘する。
この理論に近い説としては、ジョルジュ・バタイユの説がある。バタイユは『エロティシズムの歴史』において、大体のところはレヴィ＝ストロースの説によりながら、自分に属しているものを自らに禁じる者が行う留保により、尊重と慎みと遠慮が暴力性に打ち勝つような世界の雰囲気を作り出すために、近親相姦のタブーは存在するとみなし、近親相姦を行わないことによって人間性というものを生み出しているとした。
エマニュエル・トッドはレヴィ＝ストロースが重視した母方交叉いとことの結婚は中国では統計的には何らかのシステムがあると考えるにはあまりにも少なく、父方いとことの結婚がインドでもアラブ圏でも頻繁に見られることから、全面的交換というのは成り立たないと指摘している。

### 心理学的理論
心理学的な理論では家族内のあらゆる性的表現を規制するルールとしてインセスト・タブーを捉える。この考えは性にまつわるあらゆる対立や闘争をなくすため、子供の社会化を促すため、核家族の解体と新しい家族を製造するためにタブーが存在すると考える。この理論を早い時期に唱えたのはジークムント・フロイトである。基盤となる人類学的証拠は弱いものの、フロイトは著書『トーテムとタブー』において、最初の家父長が息子に殺された後、その後の争いを防ぐためにタブーが出来上がったのではないかという学説を提唱した。元々はフロイトの高弟であったオットー・ランクは文学書『文学作品と伝説における近親相姦モチーフ』で繰り返し禁忌はもっぱら社会的な起源だと語っている。
無論、実際にはフロイトの言うような事象が歴史的に起こったという事実は存在せず、近親相姦の禁止と社会の維持もしくは外婚制とを関連付けるという観点からすればフロイトと共有する見解も持つはずのレヴィ＝ストロースですら、フロイトは文化の発端ではなくその現在を語っているに過ぎないとフロイトの学説を批判した。だが、近親相姦タブーが家庭内での男性の争いを避けるためではないかという説の中核は受け入れられた。タルコット・パーソンズは、親子の間で官能的愛着を形成する必要は人間形成や自己感を確立するため、また失望や挫折感を乗り越えるために必要とされ、性欲の掟は子供が親から分離する必要や性欲より社会を重視すべしという能力のためと主張した。
心理学的な理論は核家族家庭内限定であり、親族に対するタブー適用の説明には不適切という側面があるものの、現代社会におけるインセスト・タブーのありようについて説明しやすいという利点がある。生物学的理論と違い、（配偶者間を除く）家庭内でのあらゆる性的行為が忌避される理由が説明できるし、血のつながりのない家庭内親族であっても性行為が忌避される理由も説明できるし、出産のコントロールなどで遺伝学的問題が軽視される産業社会になってもインセスト・タブーが残っている理由も説明できるし、心理的欲望ともなる一方で心理的拒絶も生み出すという側面がある点も説明できる。

## 日本の法律
日本においては、927年に完成された延喜式で、国つ罪として母及び子との近親相姦が禁止されていた。江戸時代の「公事方御定書」（1742年）では養母、養娘、姑と密通した場合は両者ともにさらし首、姉妹、叔母、姪の場合は両者ともに遠国送り・非人扱いとすると定めていた。1873年6月13日に制定された改定律例において親族相姦の規定があったが、1881年に廃止された。近親相姦を罪とする刑罰規定は存在しない。
一方、近親婚については、以下に挙げる親族（配偶者、6親等内の血族および3親等内の姻族）の間柄での婚姻届は受理されない。（民法734条、735条、736条および740条）
- 直系血族又は三親等内の傍系血族
  - ただし養子縁組による法定血族である場合には、直系血族でない限り、婚姻できる。（民734条1項但書）
  - 特別養子縁組に起因して親族関係が終了した元の血族間（特別養子縁組前の実方）においても、同様に婚姻できない。（民734条2項）
- 直系姻族
  - 離婚やそれに伴う姻族関係終了の意思表示（姻族関係終了届）により姻族関係が終了した後も、同様に婚姻できない。
  - 特別養子縁組に起因して姻族関係が終了した元の姻族間（特別養子縁組前の姻族方）においても、同様に婚姻できない。

いとこ婚は法的にも問題はない。未認知の子である娘と、推定される実父との婚姻については諸説ある。
また、近親相姦によって出生した子を非嫡出子として認知することは法律的には可能である（この場合、戸籍の「父」「母」欄には、近親者同士が名を連ねることとなる）。
あるいは、近親相姦によって出生した子を認知せずに養子とすることも可能である。この場合、戸籍の「父」欄は不明で、実父が養父として記載されることになる。